# 전자기파와 건강
전자기파와 건강은 전자기파(전자파)가 인체에 유해한지에 대한 연구이다.
전자기파(Electromagnetic radiation)는 전리방사선(ionizing radiation)과 비전리방사선(non-ionizing radiation)으로 구별된다. 전리방사선은 자외선과 그 이상의 고주파인 엑스레이, 감마선 등을 말한다. 전리방사선은 인체에 유해하다고 알려져 있다. 방사선 유해성 참조. 여기서 논의하는 것은 비전리방사선의 인체유해성이다.

## 고압전선의 인체유해성
1979년 미국의 위스하이머 박사는 송변전소 주변에 거주하는 어린이들의 소아백혈병이 2.29배, 뇌종양이 2.4배 등 소아암 전체로 2.25배 증가했다는 분석을 내놓았다.
1992년 스웨덴의 노벨상 심사기관인 카롤린스카 연구소는 페이칭 보고서를 통해 송전선 인근의 17세 이하 어린이의 백혈병의 발병률이 2mG (0.2µT) 이상에서는 2.7배, 3mG (0.3µT) 이상에서는 3.8배 높다고 발표했다. 스웨덴 정부는 이 보고서를 근거로 주택단지 등지의 송전탑과 고압 송전선로를 대대적으로 철거했다.
1994년 테리올리트 보고서에 따르면 캐나다 전력업체 종업원에 대한 역학조사 결과 변전소 종업원의 경우 폐암 발생률이 17배에 달했다.
1995년 미국 국립방사선방호위원회(NCRP)는 전자기파가 심장병, 소아백혈병 등을 유발할 수 있다고 밝히고 전자기파 자기장 노출이 2mG (0.2µT)를 넘지 않도록 권고했다.
1998년 미국 국립암연구소 자문위원회는 송전선 주변지역 전자기장이 인간에게 암을 일으킬 수 있는 요인으로 간주해야 한다고 판단했다.
2001년 세계보건기구 산하 국제암연구센터(IARC)는 프랑스 리옹에서 각국 전문가로 구성된 특별위원회를 개최하여 '4mG (0.4µT)의 송전선 전자기파를 2B등급의 발암물질로 규정'했다. 살충제로 쓰이는 DDT와 유해중금속인 납(Pb)도 같은 등급에 속해 있다.
2006년 한양대 의대 김윤신 교수팀은 2002년부터 수행한 ‘송전선로 주변 학교 학생에 대한 극저주파 노출평가 연구’에서 송전선 근처의 어린이가 성장호르몬이 적고, 암발생을 억제하는 멜라토닌이 적다는 연구결과를 발표했다.
2007년 6월 세계보건기구(WHO)는 10년간의 분석결과를 발표했다. 전자기파에 장기노출된 어린이들의 소아백혈병 발병률이 2배로 높아진다는 일본과 미국 연구진의 연구결과를 처음으로 인정했다.
실험쥐를 대상으로 한 국내 연구진의 보고서는 강한 전자기파에 장기 노출되면 종양이 유발될 가능성이 있다고 발표했다.
2007년 6월 8일 양주시의회 장재훈 의원은 경기도 양주시 장흥면 삼하리 120여가구 주민들을 대상으로 암 발병 현황을 조사한 결과 1992년 변전소가 설치돼 송전탑이 세워지고 고압 송전선이 마을을 지나면서부터 암환자가 집중 발생했다고 밝혔다.
한편, 송전선이 인체에 유의미한 영향을 주지 않는다는 연구결과 또한 다수 보고되었다.
2010년 안윤옥 서울대 의대 교수는 암의 주요한 일차적 발병원인은 개인의 생활환경과 생활습관에 있고 극저주파 자기장이 암의 원인이라고 주장하기에는 아직 과학적인 증거가 부족한 상황이라고 밝혔다. 서울의대는 정부 연구과제로 지난 2002년 9월부터 2008년 8월까지 6년간 환자군과 대조군 각 470명을 대상으로 역학조사를 벌여 '송전선로 전자계 노출과 소아암 발병과의 관련성' 연구를 진행했다. 연구팀은 "전자계가 소아암에 미치는 영향에 대해 국제적으로 논란이 있었으나 정부가 추진한 세계적인 규모의 역학 조사결과 이같은 논란을 불식시킬 수 있는 결과를 도출했다"고 밝혔다.
2008년 한국전기연구원 명성호 박사팀과 안전성평가연구소 정문구 박사팀은 지난 2004년부터 3년간 400마리의 실험쥐를 대상으로 실험을 한 결과 송전선로에서 발생하는 전자계는 뇌종양 발생과 무관하다는 연구결과가 나왔다고 밝혔다.
극 저주파 전자계는 환경호르몬 등과는 달리 몸속에 축적되지 않는 것으로 알려져있다. 2.56 * 109Hz의 높은 주파수를 이용한 전자레인지는 음식물을 가열시킬 정도로 높은 에너지를 발생하기도 하지만 60Hz의 전자계는 주파수가 낮고 파장(5000km)이 아주 길어서 파동에너지를 거의 가지고 있지 않다.
유럽의 스위스 등 일부 국가에서는 사전주의 원칙(Precautionary principle)에 의거하여 병원, 학교 등 일부 지역에 전력설비 신설 시에만 국제 권고기준보다 엄격한 기준을 적용하고 있다. 즉 신설 송전선로와 이격되어 있는 병원, 학교에서의 측정 값을 1µT (마이크로 테슬라)로 정하고 있어 국제 권고기준보다 엄격하다. 하지만, 신설 기준치 확정 이전에 설치된 전력설비에 대해서는 국제 권고기준을 적용하고 있기 때문에 이미 설치된 송전철탑 인근의 주택에 대해서는 국제 권고기준이 적용된다.
국제비전리방사선방호위원회(ICNRP)가 세계보건기구의 환경보건기준에 근거하여 작성한 가이드라인(1998년)은 "60Hz 자계에서 일반인의 경우 83.3µT, 직업인의 경우 416.7µT"를 적용한다고 발표하였다.

## 휴대 전화의 인체유해성
2013년 물리학자 Vasant Natarajan는 "The myth of cell phone radiation"이라는 기사에서 휴대 전화의 전자기파는 인체에 무해하다는 것을 물리학적으로 설명하였다. 휴대 전화의 전자기파가 유해하다면, 인류는 이미 훨씬 주파수가 높고 강도가 강한 햇빛에 이미 멸종했을 것이다.

## 같이 보기
- 자연방사선
- 우주선 (물리)
- 전자기학
- 마이크로파